# Mrówka (dopływ Zimnej Wody)
Mrówka - struga, lewy dopływ Zimnej Wody w dorzeczu Utraty.
Mrówka wypływa w miejscowości Urzut, płynie na terenie powiatu pruszkowskiego na długości ok. 14 km, stanowiąc granicę między Urzutem a Starą Wsią. Przepływa przez Nadarzyn. Pomiędzy Nadarzynem a Strzeniówką łączy się z Zimną Wodą dopływem Rokitnicy. 
Historyczna nazwa Mrówki to Wrowa, o której wzmiankowano już w XIX-wiecznych encyklopediach. Przez wiele lat Zimna Woda określana była (i była tak określana jeszcze w połowie lat 80. XX wieku) właśnie mianem Mrówki.